# Neeruti (Kadrina)
Neeruti (Duits: Buxhöwden) is een plaats in de Estlandse gemeente Kadrina, provincie Lääne-Virumaa. De plaats telde 44 inwoners in 2021 en heeft de status van dorp (Estisch: küla).
Neeruti ligt aan de rand van het natuurpark Neeruti maastikukaitseala. In de omgeving liggen twee onderling verbonden meertjes, het Neeruti Eesjärv (‘voorste meer’) en het Neeruti Tagajärv (‘achterste meer’). Op de heuvel Sadulamägi zijn de resten van een vroegmiddeleeuws fort gevonden. Ten oosten van het dorp stroomt de rivier Loobu.

## Geschiedenis
Het landgoed Neeruti werd voor het eerst genoemd in 1412. De Duitse naam Buxhöwden is afgeleid van de familie von Buxhoeveden, de eerste eigenaars van het landgoed. De Estische naam Neeruti is afgeleid van de familie Nieroth, de eigenaars in de 16e en 17e eeuw. In het begin van de 18e eeuw werd het landgoed een kroondomein; op het eind van die eeuw kwam het weer in particuliere handen. De laatste eigenaar voor het landgoed in 1919 door het onafhankelijk geworden Estland werd onteigend, was Eduard von Kirschten, een zakenman uit Sint-Petersburg.
Het landhuis van het landgoed is gebouwd in 1878 en onderging een ingrijpende verbouwing in de jaren 1903-1906. Het resultaat was een jugendstilgebouw met een 30 meter hoge toren, dat uniek is in Estland. Het gebouw is privébezit en zwaar verwaarloosd.
Bij het landgoed lag oorspronkelijk een dorp Coskius, voor het eerst genoemd in 1241. In 1443 was het dorp verdwenen. In 1920 ontstond weer een nederzetting op het terrein van het vroegere landgoed. In 1977 werd die het dorp Neeruti.

## Foto's

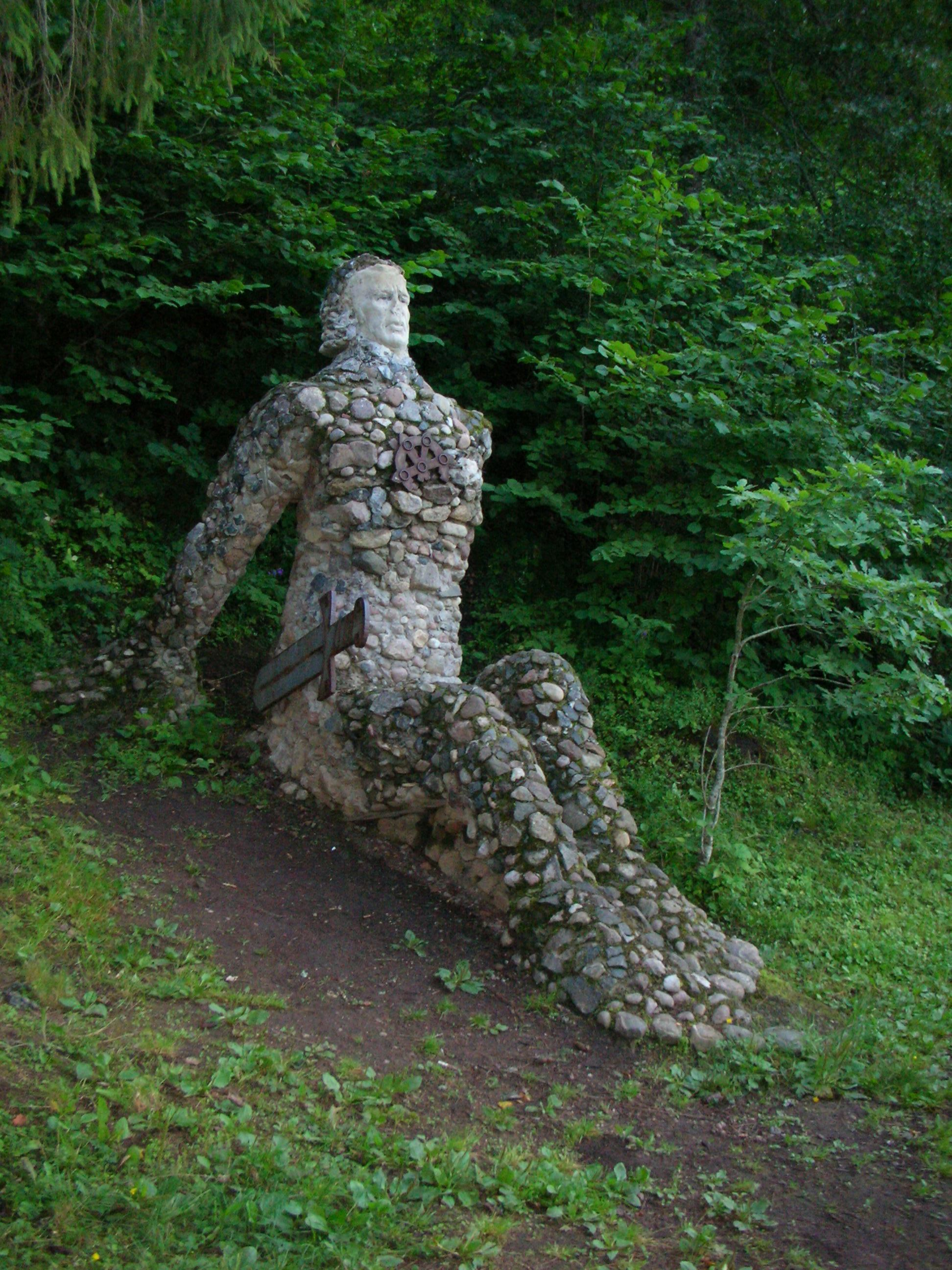
Standbeeld van Kalevipoeg bij Neeruti
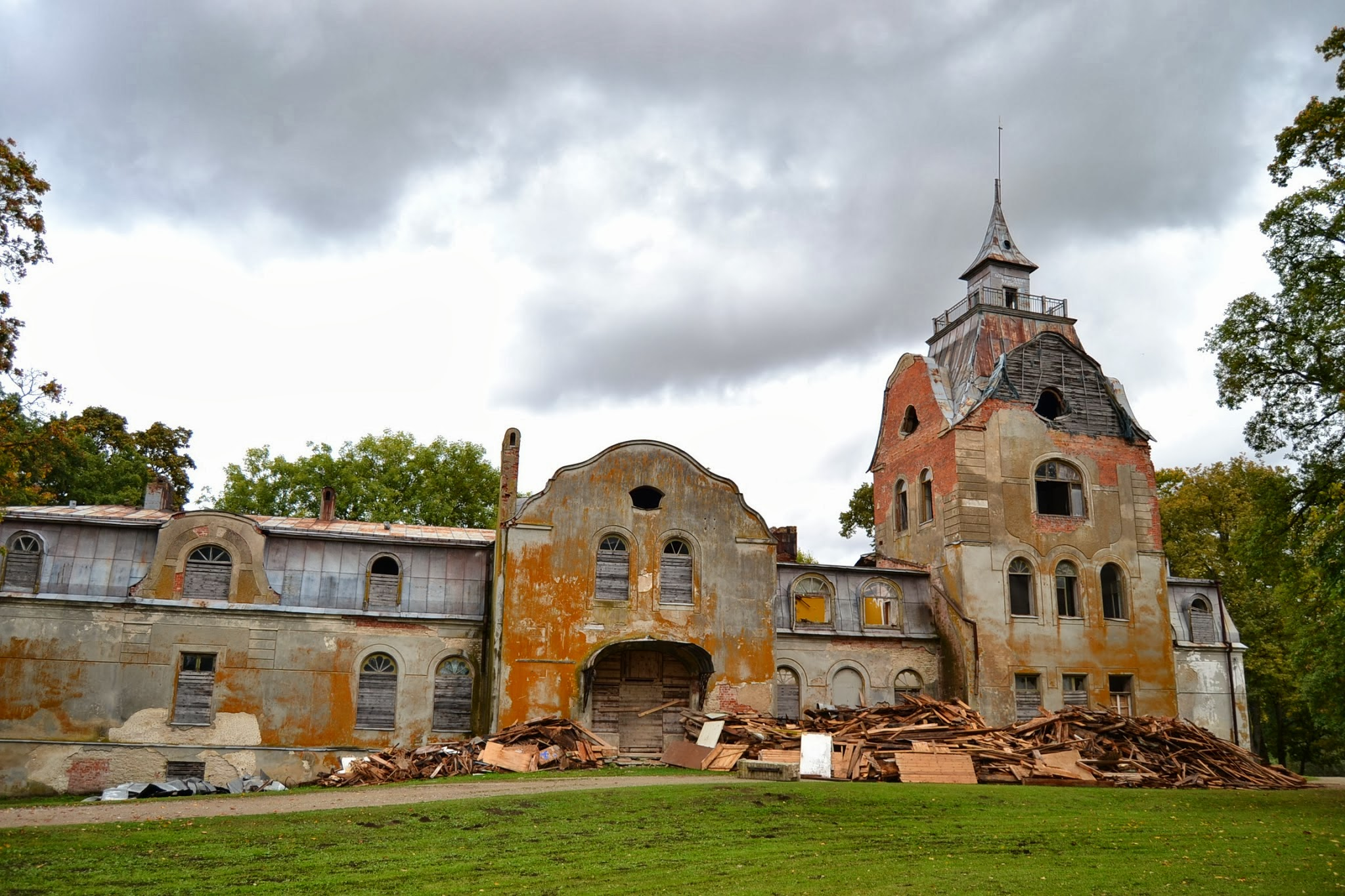
Landhuis van Neeruti
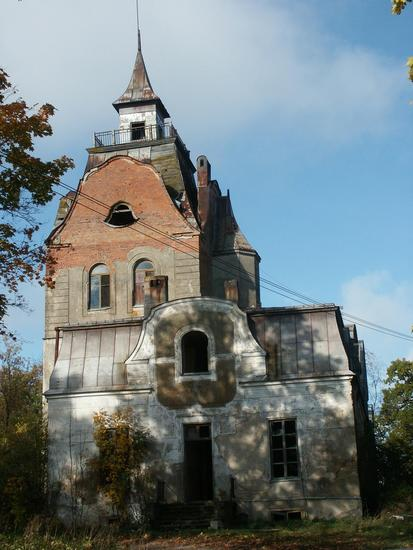
De toren van het landhuis
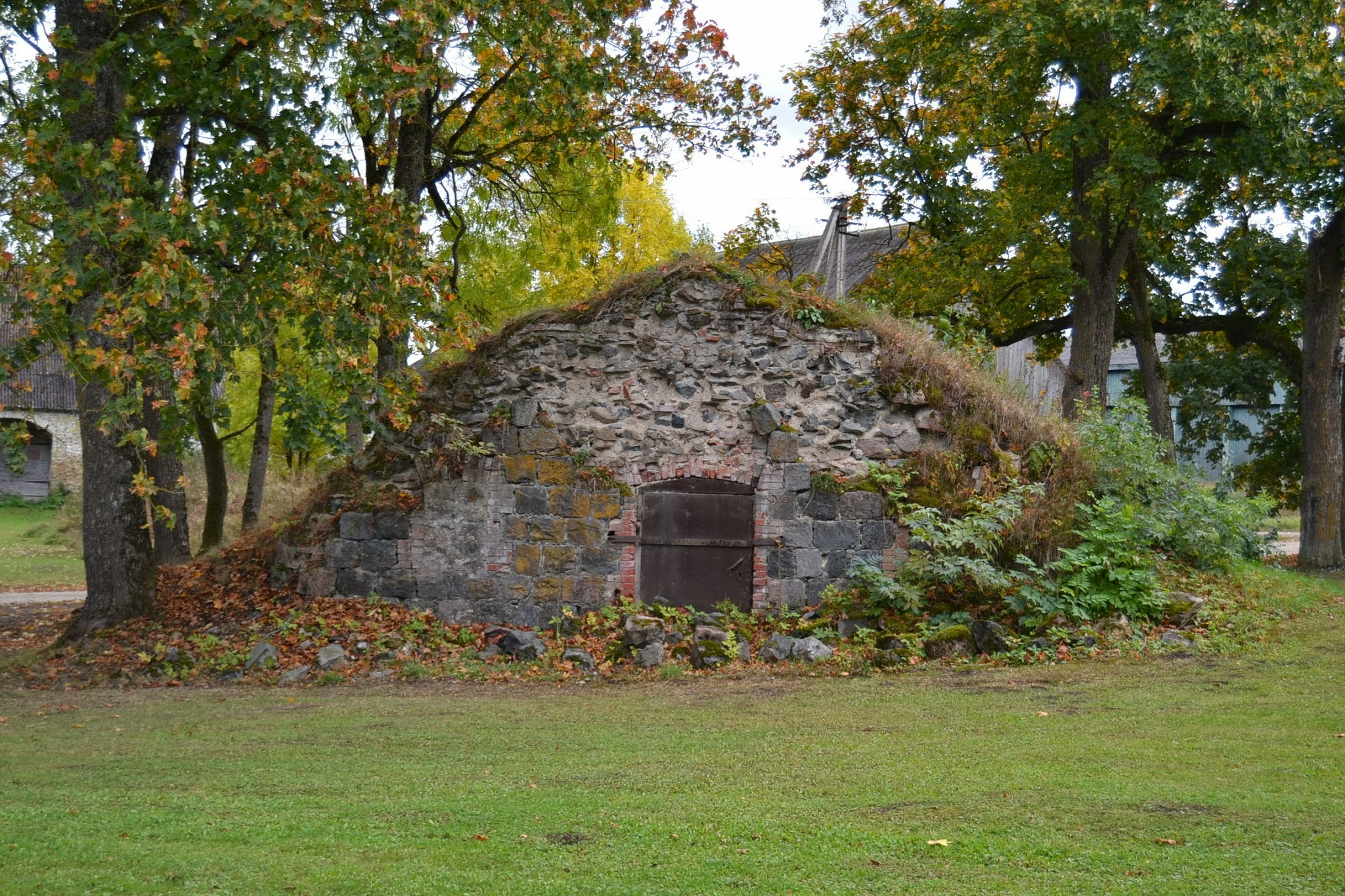
De vroegere kelder van het landhuis
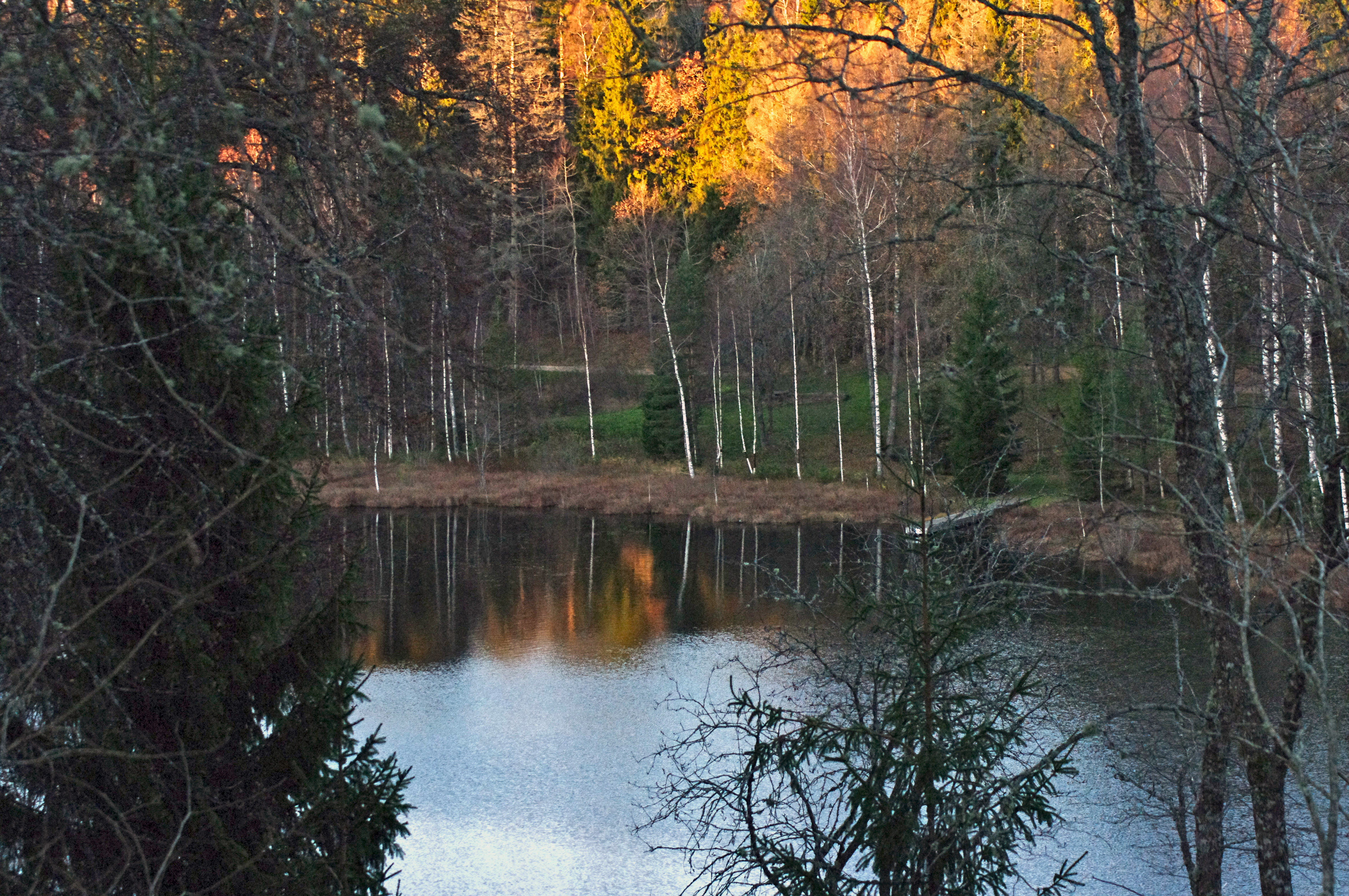
Neeruti Eesjärv
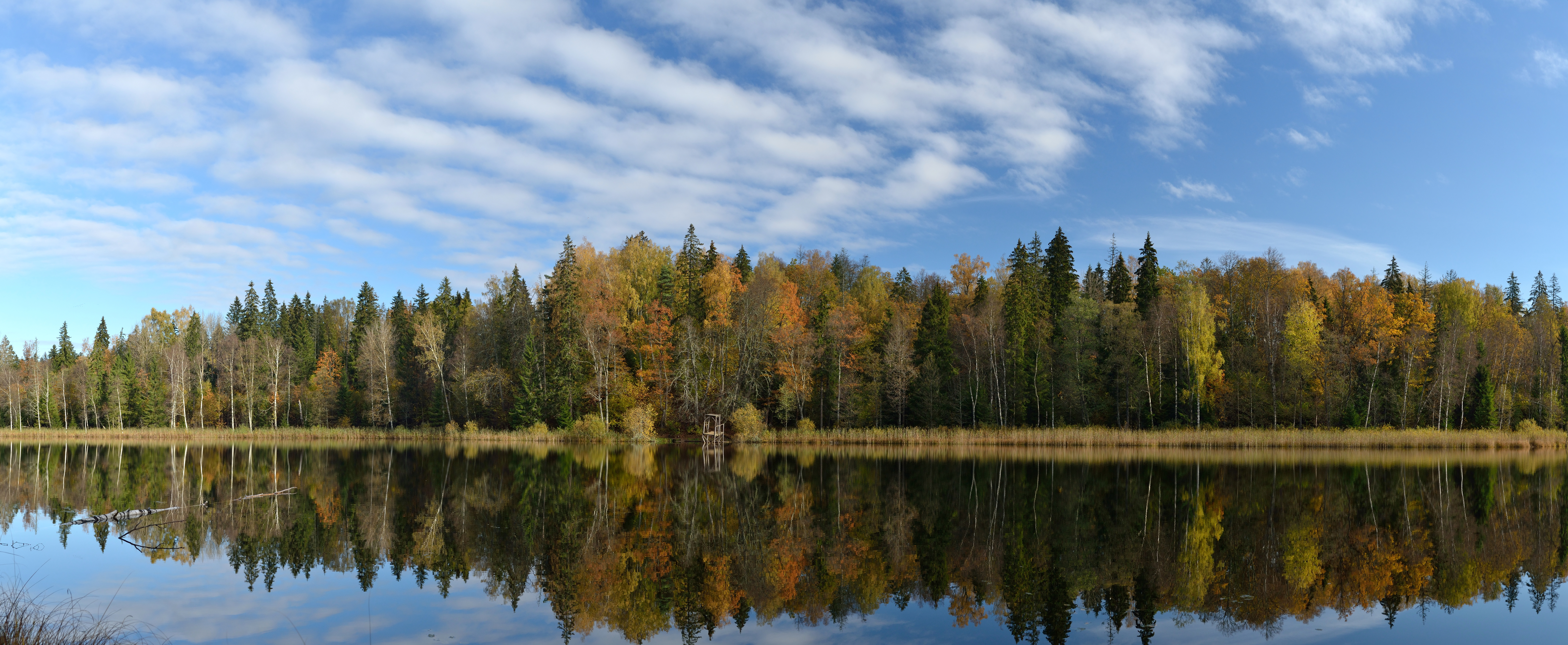
Neeruti Tagajärv
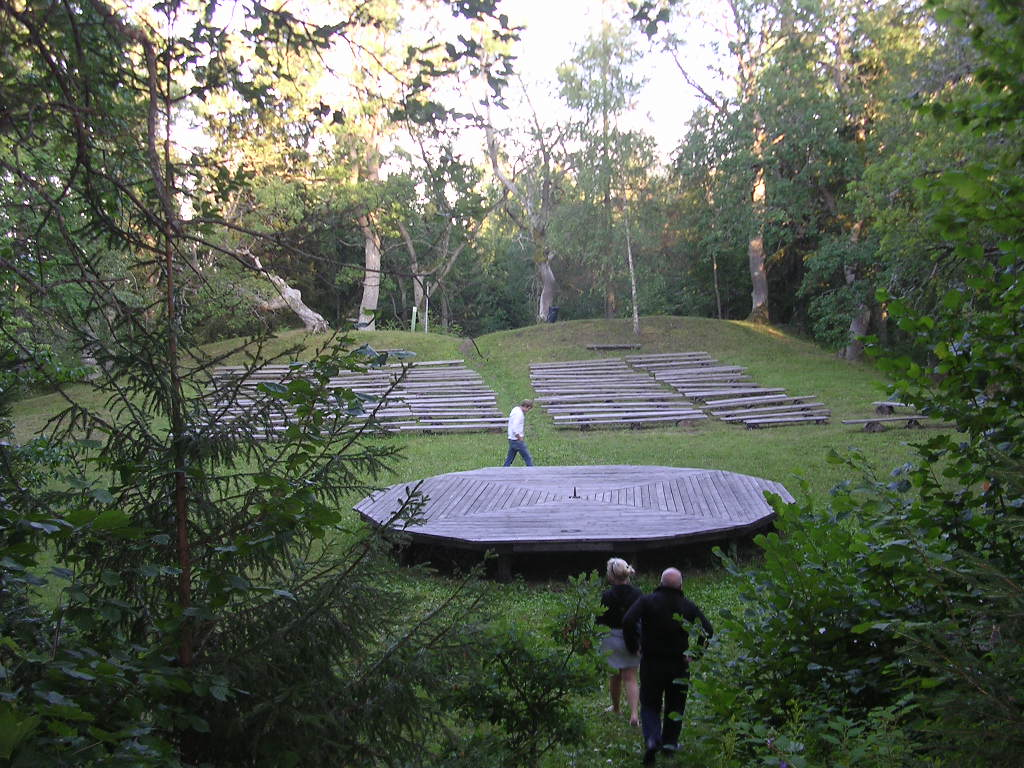
Podium op de Sadulamägi
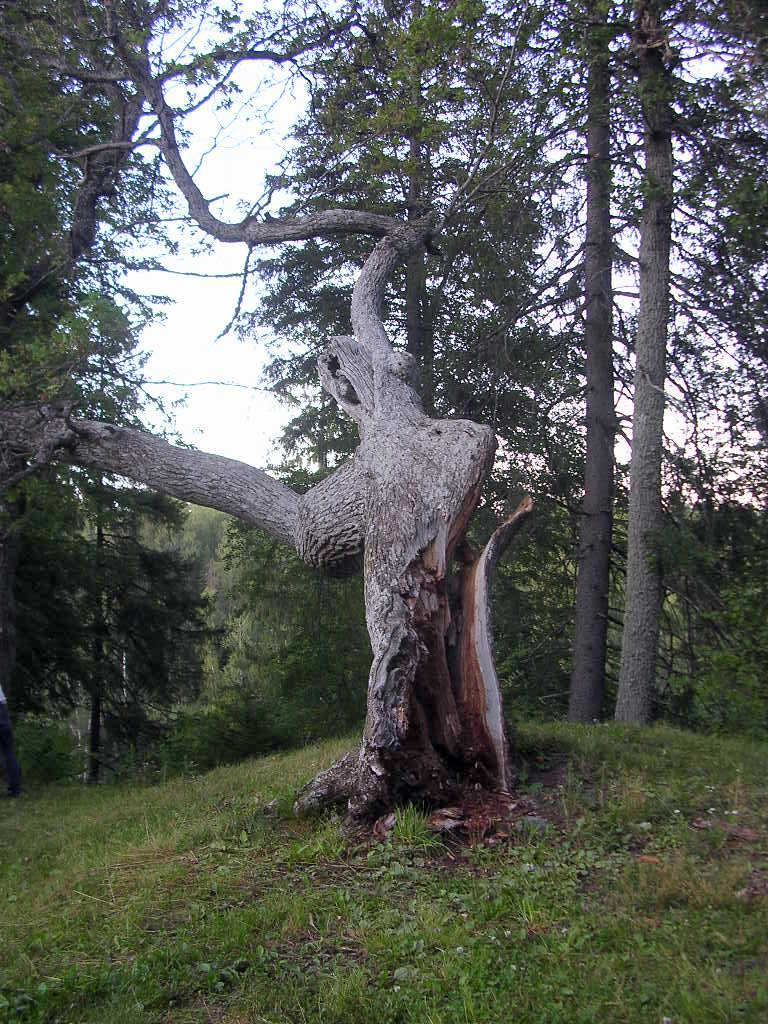
Boom op de Sadulamägi